# Соснувка (Бяльский повет)
Соснувка (пол. Sosnówka) — деревня в Бяльском повете Люблинского воеводства Польши. Административный центр одноимённой гмины Соснувка. Находится примерно в 35 км к юго-востоку от центра города Бяла-Подляска. По данным переписи 2011 года, в деревне проживало 428 человек.
В 1933—1954 годах деревня была административным центром гмины Романов (пол. Gmina Romanów; бывшая сельская гмина, существовавшая в 1867—1954 гг.). В 1975—1998 годах деревня входила в состав Бяльскоподляского воеводства.
Верующие Римско-католической церкви принадлежат к приходу Рождества Пресвятой Богородицы в Мотвице.

## Население
Демографическая структура по состоянию на 31 марта 2011 года:
|         | Всего | До трудоспособного возраста | Трудоспособного возраста | Старше трудоспособного возраста |
| ------- | ----- | --------------------------- | ------------------------ | ------------------------------- |
| Мужчины | 216   | 46                          | 140                      | 30                              |
| Женщины | 212   | 43                          | 116                      | 53                              |
| Всего   | 428   | 89                          | 256                      | 83                              |